# Alter (cràter)

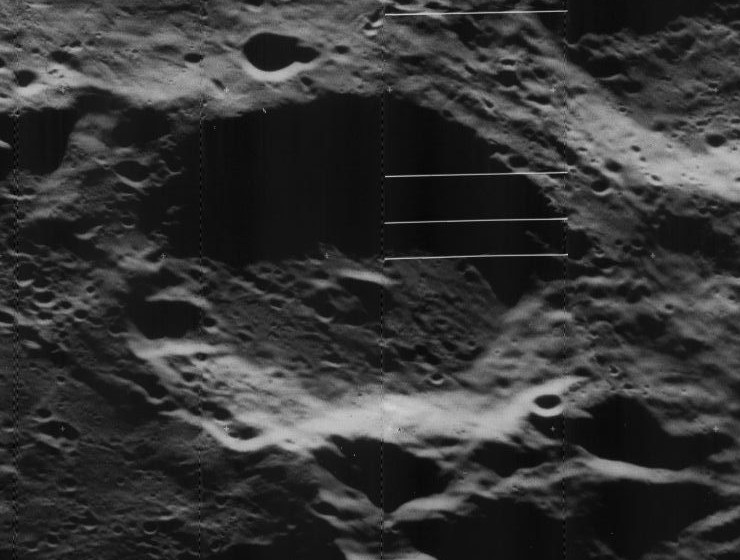
Imatge obliqua de la missió Lunar Orbiter 5, mirant a l'oest

Alter és un cràter d'impacte que es troba en l'hemisferi nord de la cara oculta de la Lluna, al sud-oest del cràter més gran Robertson, i a l'est d'Ohm.

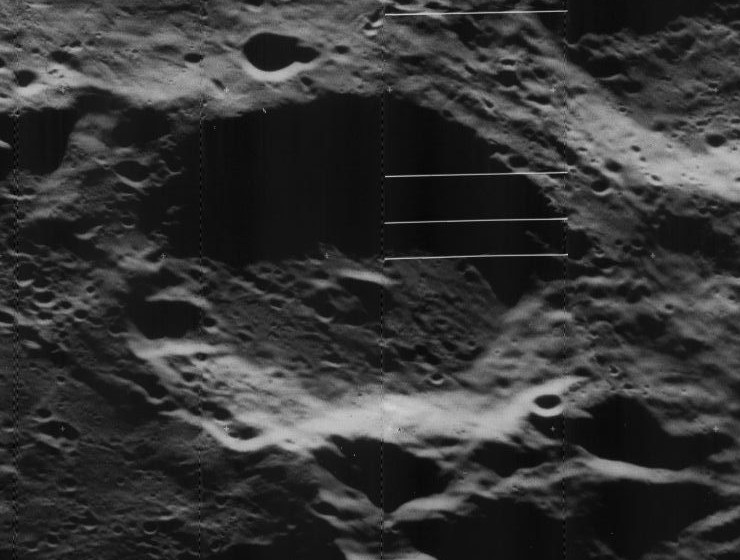
Localització d'Alter (al centre de la imatge)

La vora exterior d'Alter ha estat degradada per l'erosió posterior, sobretot als extrems nord i sud. Presenta un petit cràter en el bord sud-sud-est, i una esquerda recorre el sòl des de la vora sud cap al nord-nord-est. El material d'un sistema de marques radials creua el sòl del cràter des de l'est, formant un parell de bandes febles.

## Cràters satèl·lit
Per convenció aquests elements són identificats en els mapes lunars posant la lletra en el costat del punt centre del cràter que està més proper a Alter.
|       | \| Alter \| Coordenades \| Diàmetre \| \| ----- \| -------------------------------------- \| -------- \| \| K \| 16° 18′ N, 106° 00′ O / 16.3°N,106.0°O \| 22 km \| \| W \| 20° 24′ N, 109° 12′ O / 20.4°N,109.2°O \| 52 km \| |          |
| Alter | Coordenades | Diàmetre |
| K     | 16° 18′ N, 106° 00′ O / 16.3°N,106.0°O | 22 km    |
| W     | 20° 24′ N, 109° 12′ O / 20.4°N,109.2°O | 52 km    |